# نصيحة أهل الإسلام
نصيحة أهل الإسلام بما يدفع عنهم داء الكفرة اللئام هو كتاب للعالمٌ والمحدّث والمؤرّخ المغربي البارز لمحمّد بن جعفر الكتاني(1274 - 1345 هـ / 1857 - 1927 م) عبارة عن رسالة إصلاحية سياسية ودينية وُجّهت في مطلع القرن العشرين إلى السلطان المغربي، تحذّر من خطر الاستعمار وفساد الإدارة، وتقدّم أحد عشر سببًا للضعف وسبل النهوض بالأمة. يعدّ من أهم وثائق الفكر الإصلاحي المغربي الحديث.طبع أول مرة بالمطبعة الحجرية بفاس يممه17 شتنبر 1908.

## خلفية التأليف
أُلّف الكتاب في أوائل القرن العشرين، في عهد السلطان مولاي عبد العزيز، في ظل ضغوط استعمارية فرنسية وإسبانية على المغرب. مثّل الكتاب جزءًا من الخطاب الإصلاحي الذي ساد في العالم الإسلامي آنذاك، حيث ركز على تحذير الأمة من الهيمنة الأجنبية وضرورة تحكيم الشريعة.

## نبذة
كتاب «نصيحة أهل الإسلام بما يدفع عنهم داء الكفرة اللئام» للإمام محمد بن جعفر الكتاني (ت. 1345هـ/1927م) يُعدّ من أبرز النصوص الإصلاحية في المغرب مطلع القرن العشرين. ألّفه المؤلف في سياق سياسي مضطرب، حيث كان المغرب يواجه ضغوطًا استعمارية فرنسية وإسبانية، وتراجعًا في البنية الإدارية والاقتصادية. صيغ الكتاب في شكل خطاب مباشر موجّه إلى السلطان مولاي عبد العزيز، بهدف تنبيه القيادة والأمة إلى الأخطار المحدقة، مع اقتراح حلول عملية مستندة إلى نصوص القرآن والسنة وتجارب التاريخ الإسلامي.ينقسم الكتاب إلى مقدمة وأحد عشر سببًا رئيسيًا اعتبرها المؤلف جذورًا لضعف الأمة، مثل تضييع الشريعة، والرضا بالهيمنة الأجنبية، وفساد الحكم، والتفرقة بين المسلمين. ولكل سبب، يعرض الكتاني شواهد شرعية وأمثلة تاريخية، ثم يطرح العلاج المناسب، مؤكّدًا على مبدأ العزة للإسلام، وأهمية الوحدة والاجتهاد في إصلاح الواقع.تتسم لغة الكتاب بالقوة البلاغية والنبرة التحذيرية، مع حضور واضح لروح الغيرة الدينية والوعي السياسي. وقد حظي باهتمام واسع، وأعيدت طباعته عدة مرات، وأصبح مرجعًا للباحثين في الفكر السياسي الإسلامي المغربي، لما يجمعه من رؤية إصلاحية شاملة وتحذير مبكر من مخاطر الاستعمار والتغريب.كما يتناول الكتاب أسباب انهيار الأمة الإسلامية وطرق إصلاحها، معتمدًا على نصوص القرآن والسنة وأقوال السلف.يضم الكتاب مقدمة تؤكد وجوب النصيحة كواجب شرعي، ثم أحد عشر سببًا للضعف والتخلف، يعرضها المؤلف مع بيان العلاج لكل منها. استخدم المؤلف شواهد تاريخية مثل سقوط الأندلس للتحذير من الأخطاء التي قد تؤدي إلى فقدان السيادة.

## أثر الكتاب وانتشاره
نال الكتاب تقديرًا في الأوساط العلمية، وطُبع عدة مرات، منها طبعة تحقيق إدريس الكتاني سنة 2000م، وطبعة دار الكتب العلمية سنة 2007م. يرى حمزة الكتاني أن الكتاب جدير بالترجمة إلى لغات متعددة لأنه يخاطب الأمة الإسلامية جمعاء.

## آراء العلماء والمفكرين
عدّ جمال القديم الكتاب من المؤلفات النافعة التي تعكس اهتمام العلماء المغاربة بقضايا الأمة. كما قام بعض أحفاد المؤلف وشيوخ الطريقة الكتانية بشرحه والتوسع في دراسته، مثل شرح منح المنيحة في شرح النصيحة.